# تريس آرويوس (مدينة)
تريس آرويوس (بالإسبانية: Tres Arroyos)‏ هي منطقة سكنية تقع في الأرجنتين في تريس آرويوس. يقدر عدد سكانها بـ 47,174 نسمة وترتفع عن سطح البحر 98 متر.

## المناخ
يظهر الجدول التالي التغييرات المناخية على مدار السنة لتريس آرويوس:
| البيانات المناخية لـتريس آرويوس | البيانات المناخية لـتريس آرويوس | البيانات المناخية لـتريس آرويوس | البيانات المناخية لـتريس آرويوس | البيانات المناخية لـتريس آرويوس | البيانات المناخية لـتريس آرويوس | البيانات المناخية لـتريس آرويوس | البيانات المناخية لـتريس آرويوس | البيانات المناخية لـتريس آرويوس | البيانات المناخية لـتريس آرويوس | البيانات المناخية لـتريس آرويوس | البيانات المناخية لـتريس آرويوس | البيانات المناخية لـتريس آرويوس | البيانات المناخية لـتريس آرويوس |
| الشهر | يناير                           | فبراير                          | مارس                            | أبريل                           | مايو                            | يونيو                           | يوليو                           | أغسطس                           | سبتمبر                          | أكتوبر                          | نوفمبر                          | ديسمبر                          | المعدل السنوي                   |
| --- | ------------------------------- | ------------------------------- | ------------------------------- | ------------------------------- | ------------------------------- | ------------------------------- | ------------------------------- | ------------------------------- | ------------------------------- | ------------------------------- | ------------------------------- | ------------------------------- | ------------------------------- |
| الدرجة القصوى °م (°ف) | 40.5 (104.9)                    | 39.4 (102.9)                    | 35.8 (96.4)                     | 33.2 (91.8)                     | 29.0 (84.2)                     | 22.9 (73.2)                     | 23.7 (74.7)                     | 29.1 (84.4)                     | 29.7 (85.5)                     | 32.5 (90.5)                     | 37.0 (98.6)                     | 40.7 (105.3)                    | 40.7 (105.3)                    |
| متوسط درجة الحرارة الكبرى °م (°ف) | 29.3 (84.7)                     | 27.7 (81.9)                     | 25.1 (77.2)                     | 20.6 (69.1)                     | 16.4 (61.5)                     | 13.1 (55.6)                     | 12.5 (54.5)                     | 14.9 (58.8)                     | 17.0 (62.6)                     | 20.2 (68.4)                     | 23.8 (74.8)                     | 27.4 (81.3)                     | 20.7 (69.3)                     |
| المتوسط اليومي °م (°ف) | 21.5 (70.7)                     | 20.4 (68.7)                     | 18.1 (64.6)                     | 14.1 (57.4)                     | 10.6 (51.1)                     | 7.8 (46.0)                      | 7.1 (44.8)                      | 8.8 (47.8)                      | 10.6 (51.1)                     | 13.8 (56.8)                     | 16.9 (62.4)                     | 20.0 (68.0)                     | 14.1 (57.4)                     |
| متوسط درجة الحرارة الصغرى °م (°ف) | 15.1 (59.2)                     | 14.5 (58.1)                     | 12.9 (55.2)                     | 9.2 (48.6)                      | 6.3 (43.3)                      | 3.8 (38.8)                      | 3.0 (37.4)                      | 4.0 (39.2)                      | 5.4 (41.7)                      | 8.2 (46.8)                      | 10.8 (51.4)                     | 13.3 (55.9)                     | 8.9 (48.0)                      |
| أدنى درجة حرارة °م (°ف) | 1.8 (35.2)                      | 3.3 (37.9)                      | 0.7 (33.3)                      | −1.6 (29.1)                     | −5.0 (23.0)                     | −7.4 (18.7)                     | −10.0 (14.0)                    | −7.0 (19.4)                     | −5.4 (22.3)                     | −3.3 (26.1)                     | −0.7 (30.7)                     | 1.9 (35.4)                      | −10.0 (14.0)                    |
| معدل هطول الأمطار مم (إنش) | 85.1 (3.35)                     | 99.5 (3.92)                     | 83.5 (3.29)                     | 74.5 (2.93)                     | 59.3 (2.33)                     | 34.5 (1.36)                     | 43.2 (1.70)                     | 42.3 (1.67)                     | 63.1 (2.48)                     | 82.5 (3.25)                     | 88.3 (3.48)                     | 80.0 (3.15)                     | 835.8 (32.91)                   |
| متوسط الأيام الممطرة (≥ 0.1 mm) | 9.2                             | 8.2                             | 9.5                             | 9.3                             | 8.3                             | 7.3                             | 9.0                             | 7.7                             | 8.8                             | 10.8                            | 9.5                             | 9.1                             | 106.7                           |
| متوسط الرطوبة النسبية (%) | 60.0                            | 66.5                            | 70.6                            | 73.0                            | 76.7                            | 77.0                            | 76.1                            | 70.6                            | 70.1                            | 68.9                            | 64.3                            | 59.3                            | 69.4                            |
| ساعات سطوع الشمس الشهرية | 310.0                           | 259.9                           | 244.9                           | 201.0                           | 158.1                           | 129.0                           | 139.5                           | 170.5                           | 192.0                           | 232.5                           | 276.0                           | 300.7                           | 2٬614٫1                         |
| ساعات سطوع الشمس اليومية | 10.0                            | 9.2                             | 7.9                             | 6.7                             | 5.1                             | 4.3                             | 4.5                             | 5.5                             | 6.4                             | 7.5                             | 9.2                             | 9.7                             | 7.2                             |
| المصدر #1: Servicio Meteorológico Nacional, Oficina de Riesgo Agropecuario (record highs and lows)                                         |                                 |                                 |                                 |                                 |                                 |                                 |                                 |                                 |                                 |                                 |                                 |                                 |                                 |
| المصدر #2: Instituto Nacional de Tecnología Agropecuaria (sunshine recorded at the nearby Barrow, Buenos Aires province station 1938–2012) |                                 |                                 |                                 |                                 |                                 |                                 |                                 |                                 |                                 |                                 |                                 |                                 |                                 |

## أعلام
- نيستور دي لوكا